# チャールズ・ボイコット

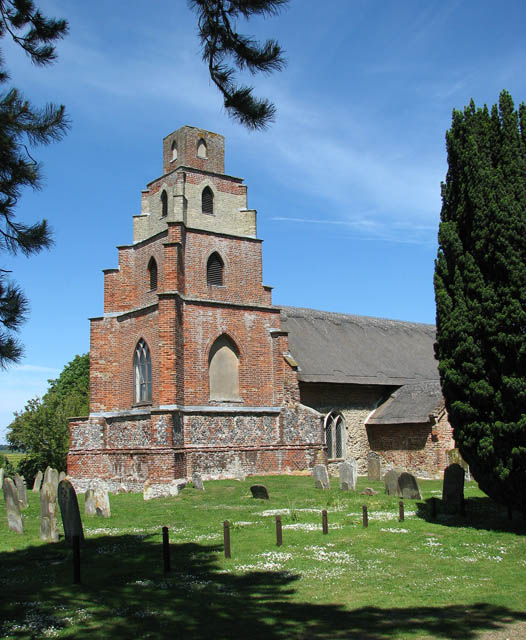
ボイコットの父ウィリアム・ボイコットが牧師であり、チャールズが埋葬されているノーフォークのバーフ・セント・ピーターにあるセント・メアリー教会

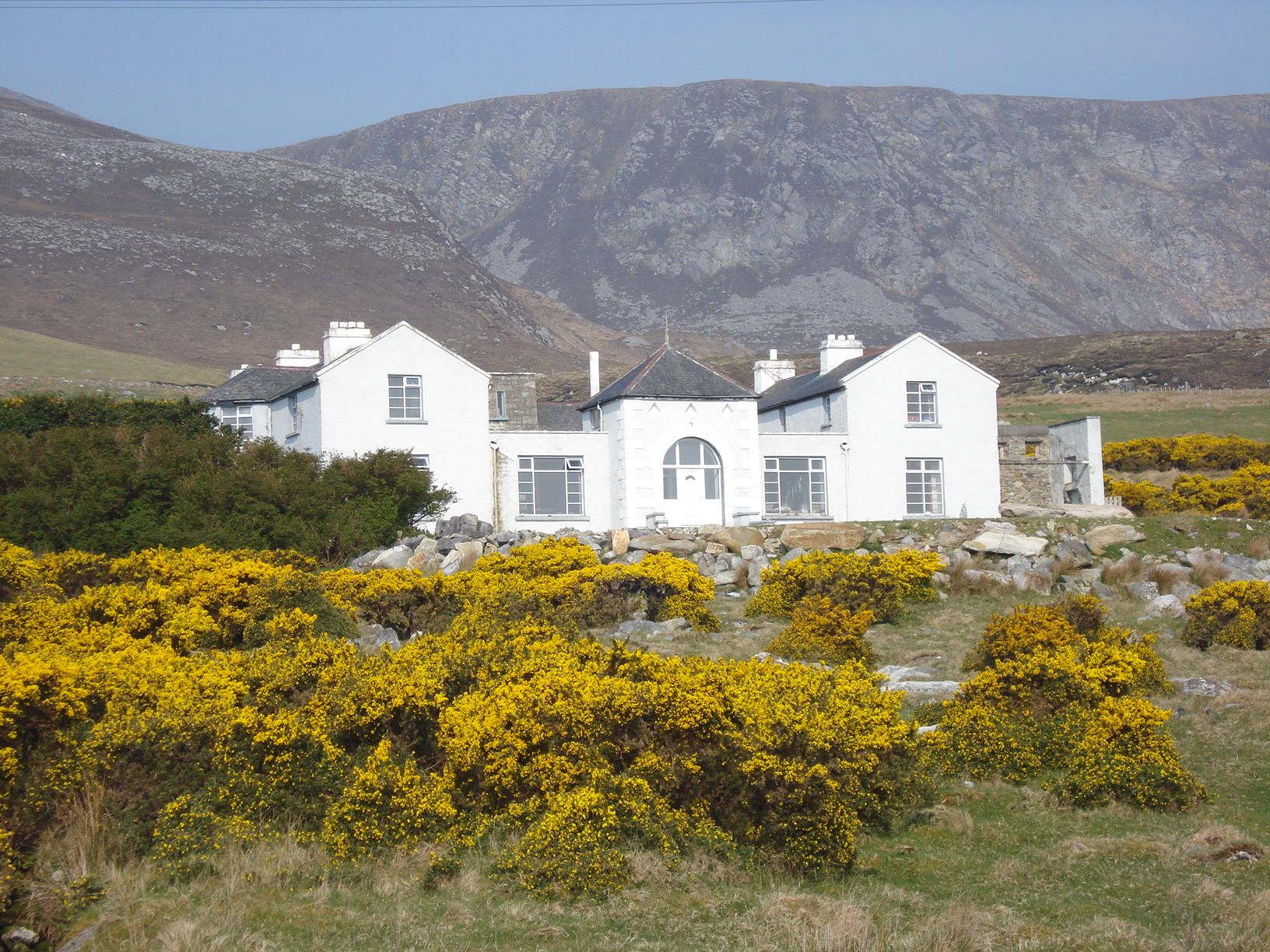
アキル島のチャールズのかつての家。家はボイコットの時代から近代化され、改装されている

チャールズ・カニンガム・ボイコット（英: Charles Cunningham Boycott、1832年5月12日 - 1897年6月17日）は、英国の土地差配人。アイルランドで自身が管理していた土地で、法外な額の借地料をその小作農に課した為に、村八分にされた事が、「ボイコット」の語源となった。
1880年、三つのF（公正な賃料、所有権の固定、自由な売却、英: Free sale, fixity of tenure, and fair rent）を求める運動の一環として、特に土地からの立ち退き計画に対抗する為、アイルランド国民土地同盟の地元活動家らが、ボイコットの地域社会からの孤立を目的とし、エルネ卿の土地で作物を収穫する為に必要な季節労働者を含むボイコットの従業員に、労働を拒否する様に促した。